# Schladming
Schladming is een stad in de Oostenrijkse deelstaat Stiermarken. De stad ligt aan de Enns en behoort tot de expositur Gröbming binnen het district Liezen.
Schladming is een belangrijke wintersportplaats, waar regelmatig grote skiwedstrijden worden georganiseerd, waaronder wereldbekerwedstrijden. Zo werden 1983 en 2013 het wereldkampioenschap alpineskiën in Schladming gehouden. En vind jaarlijks de 'nachtslalom' plaats, een van de grotere sportevenementen in Oostenrijk. Naast sport staat Schladming ook bekend om het Mid Europe Festival. Dit festival is een van Europa's grootste festivals voor harmonieorkesten en brassbands. Jaarlijks komen hier muziekensembles van over de hele wereld naartoe.
De gemeente Schladming werd in 2015 uitgebreid met Pichl-Preunegg en Rohrmoos-Untertal.

## Geografie
De stad ligt in het Enns-dal. In het noorden wordt de stad begrensd door het Ramsau-plateau en verder het 2995 meter hoge Dachsteinmassief.
In het zuiden wordt de stad begrensd door de Niedere Tauern. De hoogste top is de Hochgolling, die ruim 2800 meter hoog is.

## Stedenband
Sinds 1960 heeft Schladming een stedenband met het Franse Felletin.

## Geboren
- Daniel Royer (1990), voetballer
- Franz-Josef Rehrl (1993), noordse combinatieskiër
- Teresa Stadlober (1993), langlaufster

Aich · Gröbming · Haus · Michaelerberg-Pruggern · Mitterberg-Sankt Martin  · Öblarn · Ramsau am Dachstein · Schladming · Sölk
- Gemeinsame Normdatei: 4052575-2
- Library of Congress Control Number: n80065723
- MusicBrainz: d557c4b2-7c47-4b70-ad3a-07da5a55655e
- Nationale Bibliotheek van Tsjechië: ge691449
- Nationale Bibliotheek van Israël: 987007550223705171
- Virtual International Authority File: 128483353
- WorldCat: E39PBJrryVmWKtpyDGcXMr9hpP